# Sonate K. 23
Pour les articles homonymes, voir K23.
Pour un article plus général, voir Essercizi per gravicembalo.
La sonate K. 23 (F.539/L.411) en ré majeur est une œuvre pour clavier du compositeur italien Domenico Scarlatti. C'est la vingt-troisième sonate du seul recueil publié du vivant de l'auteur, les Essercizi per gravicembalo (1738) qui contient trente numéros.

## Présentation
La sonate K. 23, en ré majeur, est notée Allegro.

## Édition et manuscrits
L'œuvre est imprimée dans le recueil des Essercizi per gravicembalo publié sans doute à Londres en 1738. Des copies subsistent dans les manuscrits de Münster V 50, Vienne A 36, Orfeó Catalá (E-OC) no 28 et à Saragosse (E-Zac), source 3 (1750-1751), ms. B-2 Ms. 32, fos 59v-61r, no 30 (1751–1752).

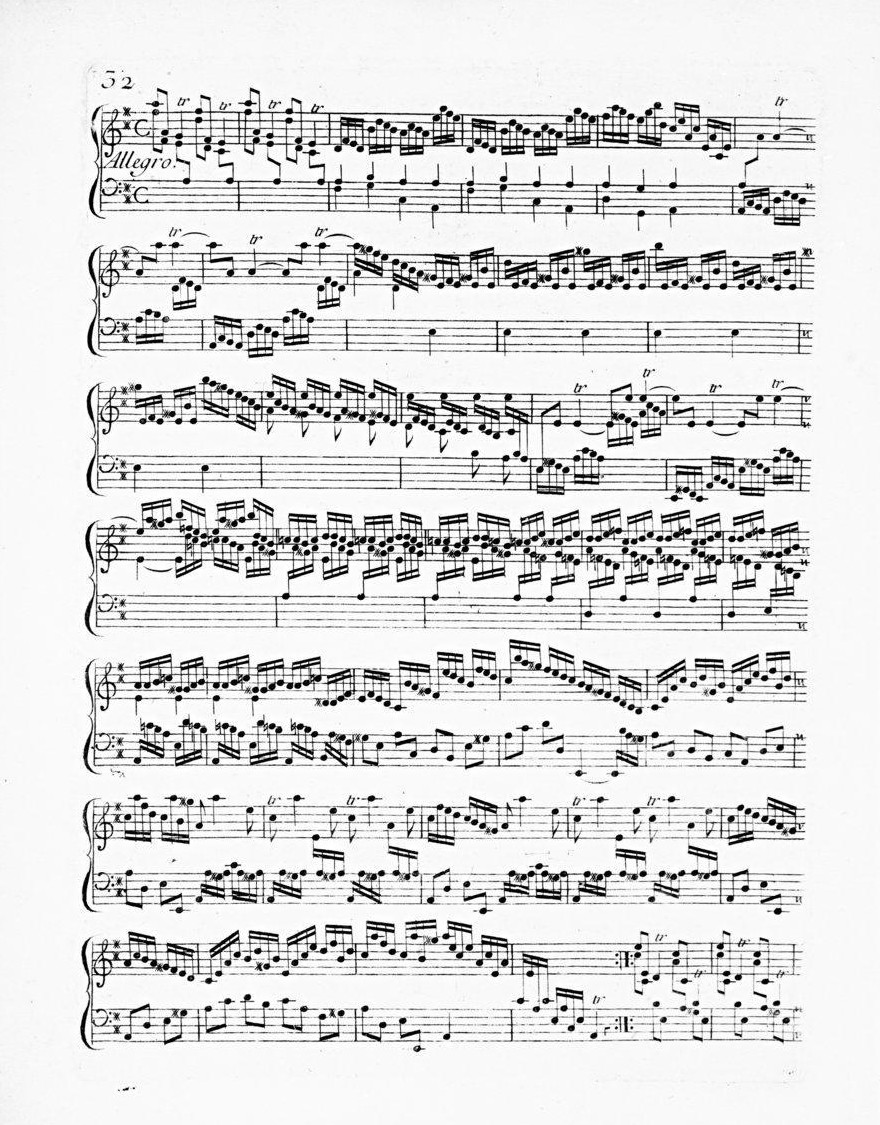
Édition Boivin, 1742[5].
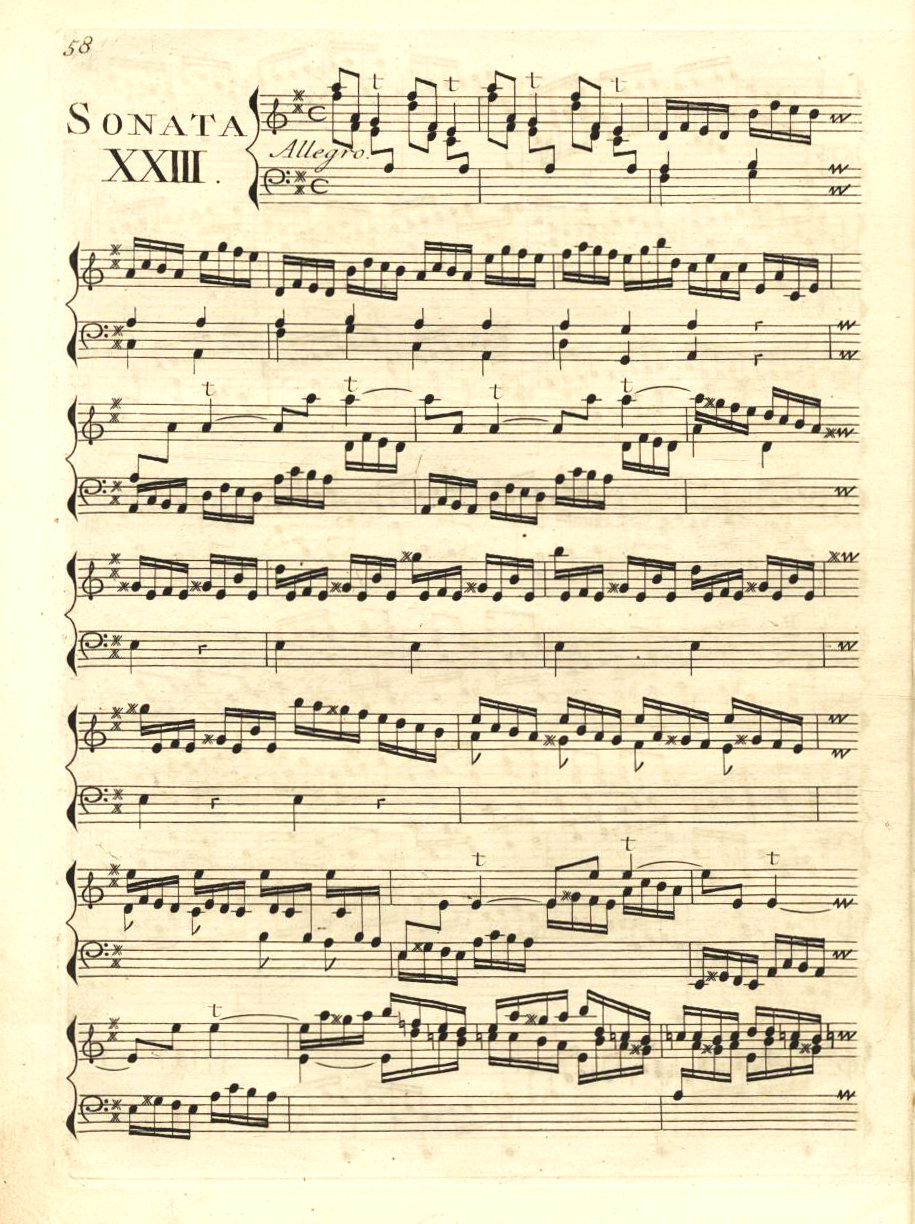
Édition Amsterdam, 1742.
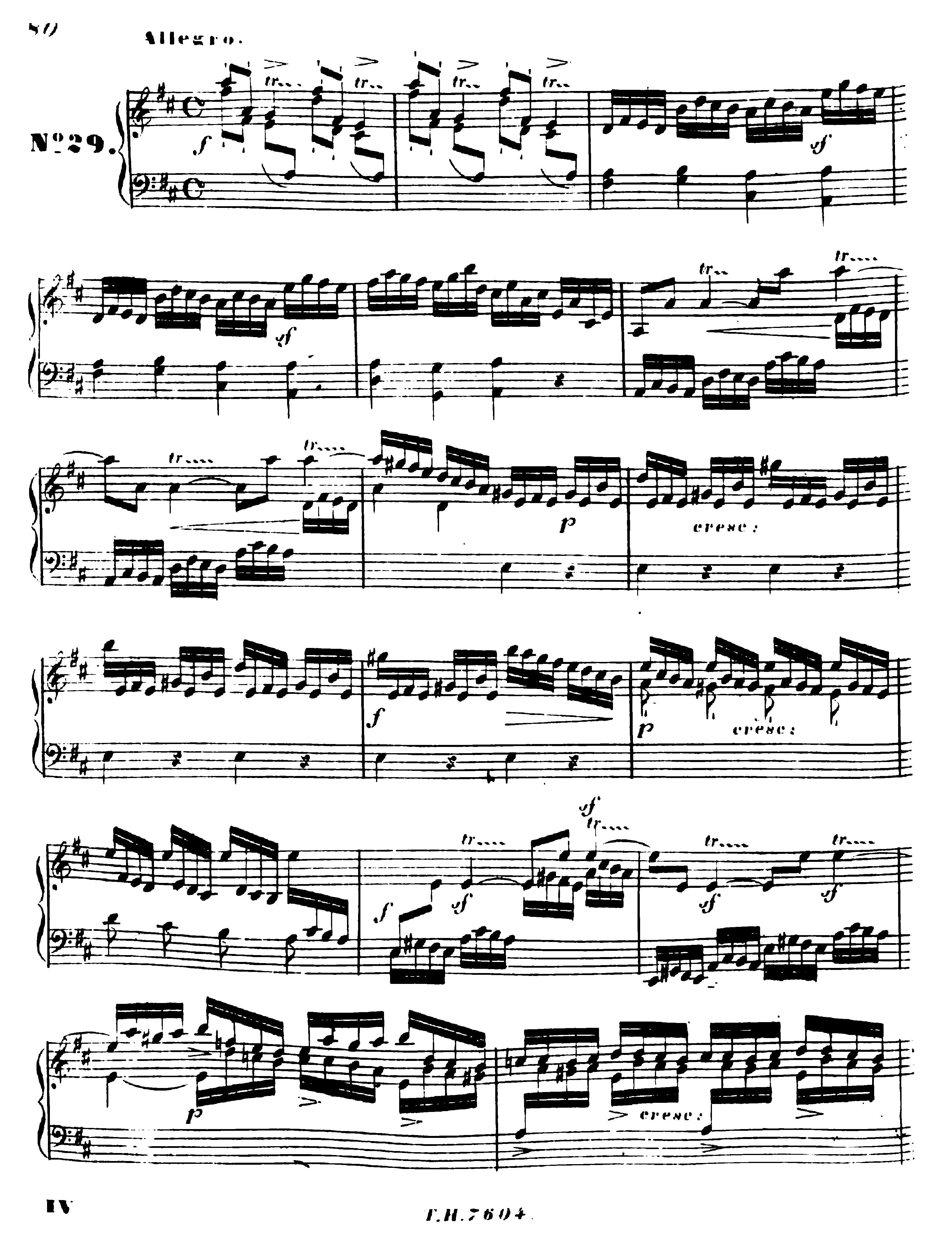
Édition Haslinger/Czerny, 1838.

## Interprètes
La sonate K. 23 est défendue au piano, notamment par Robert Casadesus (EMI et 1952, Sony), Colleen Lee (2007, Naxos, vol. 10), Carlo Grante (2009, Music & Arts, vol. 1) ; au clavecin par Scott Ross (1976, Still ; 1985, Erato), Joseph Payne (1990, BIS), Luc Beauséjour (1993, Analekta), Ottavio Dantone (2002, Stradivarius, vol. 8), Richard Lester (2004, Nimbus, vol. 1), Pieter-Jan Belder (Brilliant Classics),Kenneth Weiss (2007, Satirino) et Hank Knox (2021, Leaf Music).

## Sources
: document utilisé comme source pour la rédaction de cet article.
- Ralph Kirkpatrick (trad. de l'anglais par Dennis Collins), Domenico Scarlatti, Paris, Lattès, coll. « Musique et Musiciens », 1982 (1re éd. 1953 (en)), 493 p. (ISBN 978-2-7096-0118-4, OCLC 954954205, BNF 34689181).
- Alain de Chambure, « Domenico Scarlatti : Intégrale des sonates — Scott Ross », Erato (2564-62092-2), 1985 (OCLC 891183737) .
- (it) Águeda Pedrero-Encabo (trad. de l'espagnol par Francesco Paolo Russo), « Una nuova fonte degli «Essercizi» di Domenico Scarlatti: il manoscritto Orfeó Catalá (E-OC) », Fonti Musicali Italiane, no 17,‎ 2012, p. 151–173 (présentation en ligne).
- (es) Celestino Yáñez Navarro (thèse), Nuevas aportaciones para el estudio de las sonatas de Domenico Scarlatti. Los manuscritos del Archivo de Música de las Catedrales de Zaragoza, Université autonome de Barcelone, 2016 (lire en ligne)